# U.K. (álbum)
UK es el álbum debut del supergrupo de la banda británica de rock progresivo UK. aparecen John Wetton (exmiembro de Family, King Crimson, Uriah Heep y Roxy Music), Eddie Jobson (exmiembro de Curved Air, Roxy Music y Frank Zappa), Bill Bruford (exmiembro de Yes y King Crimson) y Allan Holdsworth (exmiembro de Soft Machine y Gong). Fue lanzado en 1978 a través de E.G. Records / Polydor. Los dos sencillos extraídos del disco fueron "In the Dead of Night" y "Mental Medication".

## Lista de canciones

### Cara A
1. "In the Dead of Night" (Eddie Jobson, John Wetton) – 5:38
2. "By the Light of Day" (Jobson, Wetton) – 4:32
3. "Presto Vivace and Reprise" (Jobson, Wetton) – 2:58
4. "Thirty Years" (Wetton, Jobson, Bill Bruford) – 8:05

### Cara B
1. "Alaska" (Jobson) – 4:45
2. "Time to Kill" (Jobson, Wetton, Bruford) – 4:55
3. "Nevermore" (Allan Holdsworth, Jobson, Wetton) – 8:09
4. "Mental Medication" (Holdsworth, Bruford, Jobson) – 7:26 (en las primeras copias del LP aparece listado con una duración de 6:12)

Note: Las tres primeras pistas pertenecen a una suite titulada "In the Dead of Night."

## Personal
- Eddie Jobson – Violín eléctrico, teclados, electrónica
- John Wetton – voz principal, bajo
- Allan Holdsworth – guitarra
- Bill Bruford – batería, percusión

## Sencillos
- "In the Dead of Night" / "Mental Medication"